# Astragalus sinuatus
Astragalus sinuatus — вид квіткових рослин з родини бобових (Fabaceae). Ареал охоплює такі країни: США (Вашингтон).

## Середовище
Це багаторічна трав'яниста рослина, що росте серед полину на кам'янистих схилах пагорбів переважно на південних схилах. Висоти: 250–610 метрів. Росте на лесових ґрунтах з невеликою кількістю вулканічного попелу. Періодичні пожежі (з інтервалом частоти від 30 до 90 років) ймовірно, історично відігравали певну роль у збереженні середовища існування цього виду. Однак сьогодні пожежі можуть сприяти зростанню однорічних бур'янів на шкоду A. sinuatus. Середовище існування виду знаходиться під загрозою через пожежогасіння, вторгнення немісцевих видів, випас худоби та сільськогосподарський розвиток. Застосування гербіцидів для боротьби з бур'янами також може становити загрозу.